# Arboreto Villanova
El Arboreto Villanova (en inglés: Arboretum Villanova) es un arboreto y jardín botánico sin ánimo de lucro de unas 90 hectáreas (222 acres) de extensión que se encuentra en el campus de la Universidad Villanova, Villanova, Pensilvania. 

## Localización
Arboretum Villanova 800 Lancaster Avenue Villanova, Delaware county Pensilvania PA 19085 United States of America-Estados Unidos de América
Planos y vistas satelitales40°2′13.3″N 75°20′35.94″O / 40.037028, -75.3433167.
Está abierto a diario al público sin cargo.

## Historia
La idea de un arboreto en el campus de Villanova comenzó a tomar forma en 1873 gracias a Henry Hauge y fue retomada en 1985 por Jabez William Clay.
Fue designado como un arboreto en abril de 1993, manteniendo este título oficial desde su designación.

## Colecciones
Alberga unos 1,500 árboles de 38 diferentes especies. En sus colecciones se incluyen sequoias, sicomoros, pinos, perales de flor, manzanos silvestres, cerezos, castaños de indias, junto con otras numerosas variedades. 
La mayoría de los árboles y arbustos llevan una placa identificativa.
Los árboles son mantenidos por la "campus Grounds Division", que también es responsable de la planificación estratégica de los árboles.